# أوجو أوكيكي
أوجو أوكيكي (بالإنجليزية: Uju Okeke)‏، هي مُمثلة نيجيرية. حصلت أوجو سنة 2007 على جائزة أفضل مُمثلة واعدة ضمن حفل توزيع جوائز الأكاديمية الأفريقية للأفلام الثالث.

## أعمالها
| السنة | عُنوان العمل بالعربية | العُنوان الأصلي للعمل | الدور      | النوع | مراجع |
| ----- | -------------------- | -------------------- | ---------- | ----- | ----- |
| 2006  | المحامي              | The Barrister        | ممثلة      | فيلم  |       |
| 2006  | مُهمة نحو المجهول     | Mission to No Where  | خادمة منزل | فيلم  |       |

## روابط خارجية
أوجو أوكيكي على موقع IMDb (الإنجليزية)